# Liste des aéroports au Maroc
Le Maroc (en arabe: المغرب, al-Maġrib), officiellement le Royaume du Maroc, est un pays situé en Afrique du Nord. Sa capitale est Rabat et sa plus grande ville est Casablanca.
Depuis 2015, le Maroc est divisé en 12 régions, la plus haute division administrative du Maroc.
Disposant de 36 Aéroports, dont 10 Aérodromes et 4 Militaires. Mais à l’approche de la Coupe du monde 2030, qu’il co-organisera avec l’Espagne et le Portugal, le Royaume du Maroc prévoit de doubler sa capacité aéroportuaire à l'horizon de 2030, passant de 38 à 80 millions de passagers, en se projettant comme une destination incontournable pour le tourisme mondial, grâce à des investissements massifs dans ses infrastructures aéroportuaires, ferroviaires et sportives,,.
A ce propos, le Premier ministre Aziz Akhannouch a annoncé le 16 décembre à Rabat, un plan ambitieux dont les priorités, l’agrandissement de l’aéroport de Casablanca pour accueillir 23,3 millions de voyageurs, ainsi qu’un renforcement des capacités des hubs touristiques de Marrakech (14 millions de passagers) et Agadir (6,3 millions). Le Maroc a accueilli 15,9 millions de touristes sur les 11 premiers mois de 2024, un record historique, dépassant déjà le total annuel de 2023. Cet afflux s’explique notamment par l’ouverture de nouvelles lignes aériennes, selon le ministère du Tourisme,,.  

## Carte interactive
| \| 100 km1:10 004 000 \| Ouezzane Agadir Al Hoceima Meknès Béni Mellal Bouarfa Casablanca-Tit Mellil Casablanca-Mohammed V Errachidia Essaouira Fès Guelmim Ifrane Kénitra Khouribga Marrakech Nador Ouarzazate Oujda Rabat-Salé Tanger Zagora Tan-Tan Tarfaya Tétouan Benslimane Sidi Slimane Inezgane Ben Guerir Taroudant Taza |
| 100 km1:10 004 000 |

## Aéroports
Voici une liste des aéroports au Maroc, triés par emplacement :
Les noms indiqués en gras indiquent que l'aéroport possède un service passagers régulier assuré par des compagnies aériennes commerciales.
| Lieu                       | Région                    | OACI        | AITA | Nom                                          | Coordonnées                  |
| -------------------------- | ------------------------- | ----------- | ---- | -------------------------------------------- | ---------------------------- |
| Aéroports publics          |                           |             |      |                                              |                              |
| Agadir                     | Souss-Massa               | GMAD        | AGA  | Aéroport d'Agadir-Al Massira                 | 30° 19′ 30″ N, 9° 24′ 47″ O  |
| Al Hoceïma                 | Tanger-Tétouan-Al Hoceïma | GMTA        | AHU  | Aéroport Al Hoceima - Cherif-Al-Idrissi      | 35° 10′ 37″ N, 3° 50′ 22″ O  |
| Béni Mellal                | Beni Mellal-Khenifra      | GMMD        | BEM  | Aéroport de Béni Mellal                      | 32° 24′ 00″ N, 6° 19′ 00″ O  |
| Bouarfa                    | Oriental                  | GMFB        | UAR  | Aéroport de Bouarfa                          | 32° 30′ 52″ N, 1° 58′ 42″ O  |
| Casablanca                 | Casablanca-Settat         | GMMC        | CAS  | Aéroport de Casablanca-Anfa (fermé)          | 33° 33′ 25″ N, 7° 39′ 38″ O  |
| Casablanca                 | Casablanca-Settat         | GMMN        | CMN  | Aéroport Mohammed-V de Casablanca            | 33° 22′ 02″ N, 7° 35′ 23″ O  |
| Casablanca                 | Casablanca-Settat         | GMMT        |      | Aérodrome de Casablanca Tit Mellil           | 33° 35′ 40″ N, 7° 27′ 50″ O  |
| El Jadida                  | Casablanca-Settat         | GMMJ        |      | Aérodrome d'El Jadida (fermé)                | 33° 14′ 00″ N, 8° 31′ 15″ O  |
| Errachidia                 | Drâa-Tafilalet            | GMFK        | ERH  | Aérodrome d'Errachidia-Moulay Ali Chérif     | 31° 56′ 51″ N, 4° 23′ 54″ O  |
| Essaouira (Mogador)        | Marrakech-Safi            | GMMI        | ESU  | Aéroport d'Essaouira-Mogador                 | 31° 23′ 51″ N, 9° 40′ 54″ O  |
| Fès                        | Fès-Meknès                | GMFF        | FEZ  | Aéroport de Fès-Saïss                        | 33° 55′ 38″ N, 4° 58′ 41″ O  |
| Fès                        | Fès-Meknès                | GMFU        |      | Aéroport de Sefrou (en) (fermé)              | 34° 00′ 20″ N, 4° 57′ 56″ O  |
| Guelmim                    | Guelmim-Oued Noun         | GMAG        | GLN  | Aéroport de Guelmim                          | 29° 01′ 00″ N, 10° 04′ 04″ O |
| Ifrane                     | Fès-Meknès                | GMFI        |      | Aérodrome d'Ifrane                           | 33° 30′ 19″ N, 5° 09′ 10″ O  |
| Marrakech                  | Marrakech-Safi            | GMMX        | RAK  | Aéroport de Marrakech-Ménara                 | 31° 36′ 25″ N, 8° 02′ 11″ O  |
| Nador                      | Oriental                  | GMMW        | NDR  | Aéroport de Nador-Al Aroui                   | 34° 59′ 20″ N, 3° 01′ 42″ O  |
| Ouarzazate                 | Drâa-Tafilalet            | GMMZ        | OZZ  | Aéroport de Ouarzazate                       | 30° 56′ 21″ N, 6° 54′ 34″ O  |
| Ouezzane                   | Tanger-Tétouan-Al Hoceïma | GMFA        |      | Aérodrome de Ouezzane                        | 34° 47′ 35″ N, 5° 38′ 02″ O  |
| Oujda                      | Oriental                  | GMFO        | OUD  | Aéroport d'Oujda-Angads                      | 34° 47′ 14″ N, 1° 55′ 26″ O  |
| Rabat / Salé               | Rabat-Salé-Kénitra        | GMME        | RBA  | Aéroport de Rabat-Salé                       | 34° 03′ 05″ N, 6° 45′ 05″ O  |
| Safi                       | Marrakech-Safi            | GMMS        | SFI  | Aérodrome de Safi (fermé)                    | 32° 16′ 23″ N, 9° 14′ 13″ O  |
| Sidi Ifni                  | Guelmim-Oued Noun         | GMMF        | SII  | Aérodrome de Sidi Ifni (fermé)               | 29° 22′ 08″ N, 10° 10′ 49″ O |
| Tanger                     | Tanger-Tétouan-Al Hoceïma | GMTT        | TNG  | Aéroport de Tanger-Ibn Battouta              | 35° 43′ 37″ N, 5° 55′ 01″ O  |
| Tan Tan                    | Guelmim-Oued Noun         | GMAT        | TTA  | Aéroport de Tan Tan-Plage Blanche            | 28° 26′ 54″ N, 11° 09′ 41″ O |
| Taroudannt                 | Souss-Massa               | GMMO        |      | Aérodrome de Taroudant                       | 30° 30′ 09″ N, 8° 49′ 25″ O  |
| Taza                       | Fès-Meknès                | GMFZ        |      | Aérodrome de Taza                            | 34° 13′ 55″ N, 3° 57′ 00″ O  |
| Tétouan                    | Tanger-Tétouan-Al Hoceïma | GMTN        | TTU  | Aérodrome de Tétouan - Sania R'mel           | 35° 35′ 40″ N, 5° 19′ 12″ O  |
| Zagora                     | Drâa-Tafilalet            | GMAZ        | OZG  | Aéroport de Zagora                           | 30° 16′ 00″ N, 5° 51′ 26″ O  |
| Dakhla SAHARA OCCIDENTAL   | Dakhla-Oued Ed-Dahab      | GSVO / GMMH | VIL  | Aéroport de Dakhla                           | 23° 43′ 05″ N, 15° 55′ 55″ O |
| LaâyouneSAHARA OCCIDENTAL  | Laâyoune-Sakia el Hamra   | GSAI / GMML | EUN  | Aéroport international Laâyoune - Hassan Ier | 27° 09′ 06″ N, 13° 13′ 09″ O |
| Es-SemaraSAHARA OCCIDENTAL | Guelmim-Oued Noun         | GSMA / GMMA | SMW  | Base d'Es-Semara                             | 26° 43′ 54″ N, 11° 41′ 04″ O |
| Aéroports militaires       |                           |             |      |                                              |                              |
| Benslimane                 | Casablanca-Settat         | GMMB        | GMD  | Aéroport de Benslimane                       | 33° 39′ 20″ N, 7° 13′ 17″ O  |
| Meknès                     | Fès-Meknès                | GMFM        | MEK  | Aéroport de Meknès-Bassatine                 | 33° 52′ 45″ N, 5° 30′ 54″ O  |
| Kénitra                    | Rabat-Salé-Kénitra        | GMMY        | NNA  | Aéroport militaire de Kénitra                | 34° 17′ 56″ N, 6° 35′ 45″ O  |
| Sidi Slimane               | Rabat-Salé-Kénitra        | GMSL        |      | Base aérienne de Sidi Slimane                | 34° 13′ 50″ N, 6° 03′ 01″ O  |
| Agadir                     | Souss-Massa               | GMAA        |      | Aéroport d'Agadir-Inezgane                   | 30° 22′ 52″ N, 9° 32′ 46″ O  |